# Sanford Robinson Gifford

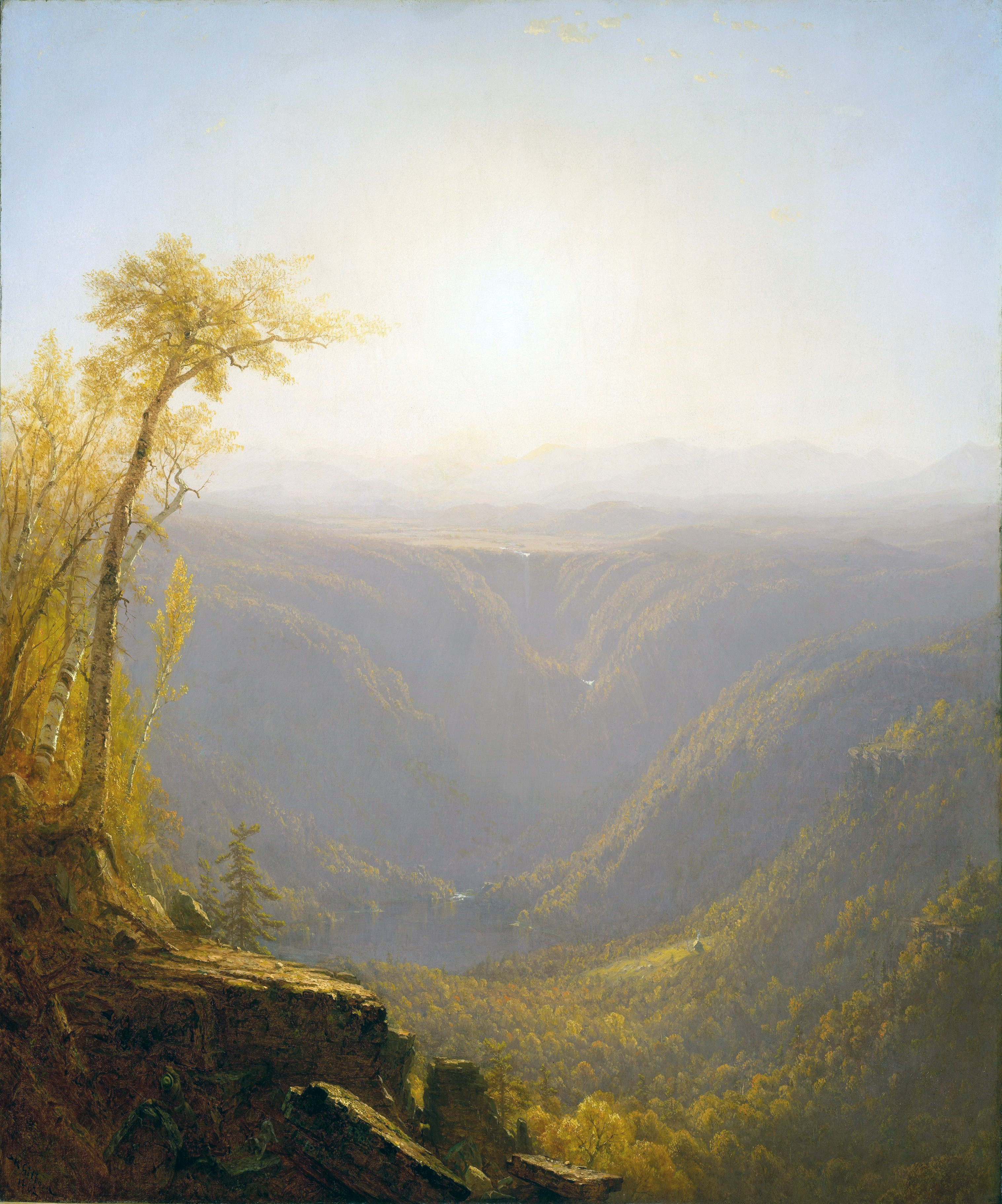
Sanford Robinson Gifford – Wąwóz w górach

Sanford Robinson Gifford (ur. 10 lipca 1823 w Greenfield, zm. 29 sierpnia 1880 w Nowym Jorku) – amerykański malarz pejzażysta, czołowy przedstawiciel Hudson River School.
Urodził się w rodzinie właściciela huty żelaza, uczył się w latach 1842–1844 w prestiżowym Uniwersytecie Browna w Providence, następnie studiował sztukę w Nowym Jorku. Pierwszy obraz wystawił w 1847 w National Academy of Design i już w 1850 r. został jej członkiem (pełne członkostwo od 1853).
Sanford malował głównie pejzaże. Wiele podróżował po Stanach Zjednoczonych - od Nowej Anglii i Kalifornii po Alaskę. W latach 1855–1857, 1859 i 1868–1870 przebywał w Europie. Wystawiał w Brooklyn Art Association i American Art Union. W Nowym Jorku od 1858 do śmierci utrzymywał studio przy 10. Ulicy, w którym malował i wykańczał prace rozpoczęte w czasie podróży. Zmarł z powodu gorączki malarycznej. Pozostawił ponad 700 prac.